# Michelle Morgan (Schauspielerin, 1981)

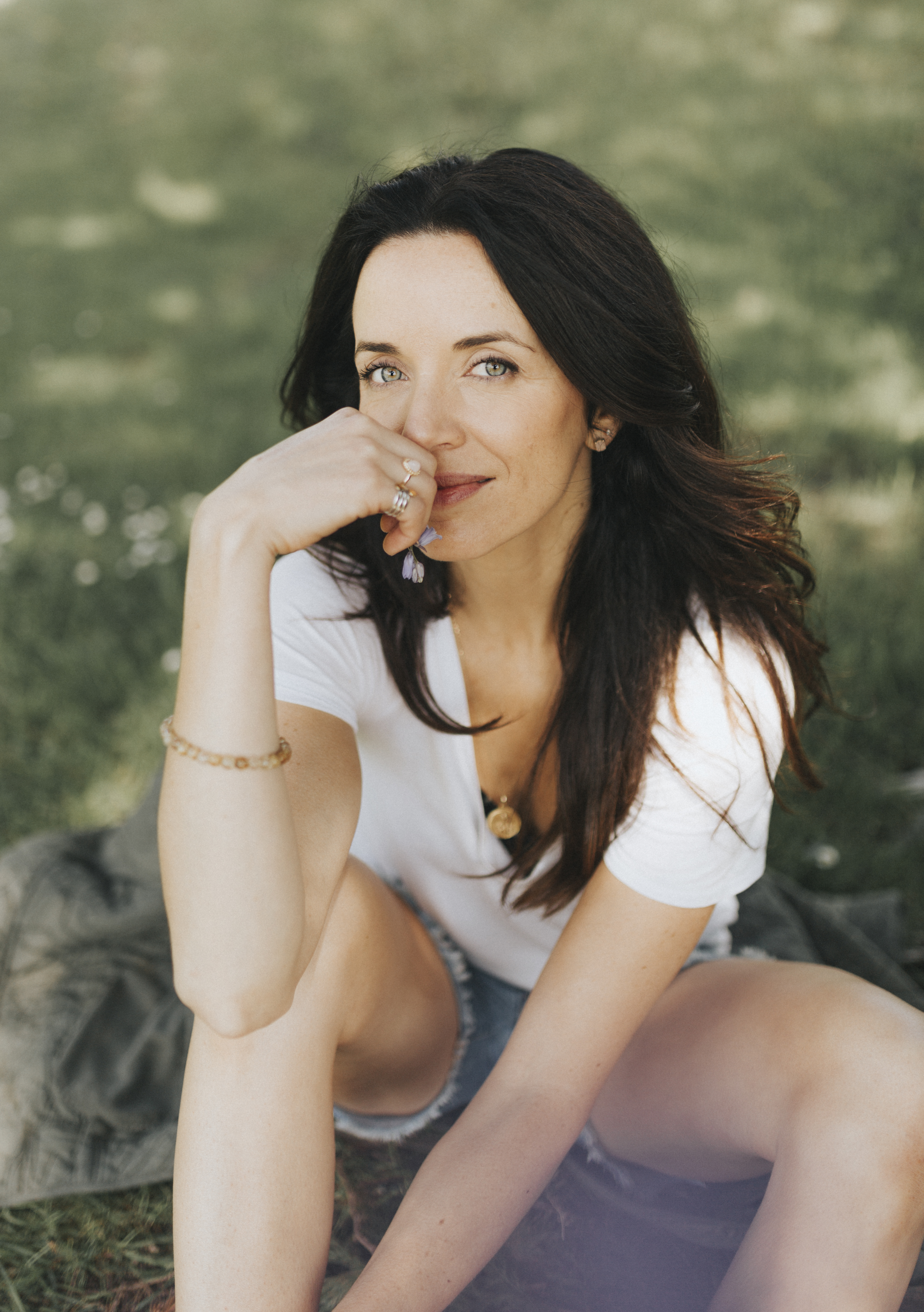
Michelle Morgan (2009)

Michelle Morgan (* 16. Juli 1981 in Calgary, Alberta) ist eine kanadische Schauspielerin, Filmregisseurin und Filmproduzentin.

## Leben und Karriere
Michelle Morgan hatte seit 1999 Rollen in Fernsehserien wie beispielsweise Final 24, Across the River to Motor City, The L Word – Wenn Frauen Frauen lieben oder Stargate Atlantis. Im Thriller Road Rage (1999) spielte sie neben Yasmine Bleeth und Jere Burns die Rolle der Rebecca. Im Horrorfilm Diary of the Dead (2007) agierte sie in der Rolle der Debra Moynihan. Seit 2007 verkörpert sie in der kanadischen Serie Heartland – Paradies für Pferde die Rolle der Samantha Louise „Lou“ Fleming. Ihr schauspielerisches Schaffen umfasst mehr als 30 Produktionen. Als Regisseurin verantwortete sie zwei Kurzfilme, die sie auch produzierte, und einige Episoden zweier Serien.
Morgan ist seit dem 30. Juni 2012 mit Derek Tisdelle verheiratet und hat mit ihm eine Tochter (* 2011) und einen Sohn (* 2013).

## Filmografie (Auswahl)
- 1999: Road Rage (Fernsehfilm)
- 2006: Final 24 (Fernsehserie, Episode 1x05)
- 2007: Fire Serpent (Fernsehfilm)
- 2007: Diary of the Dead
- 2007: Across the River to Motor City (Fernsehserie, 2 Episoden)
- seit 2007: Heartland – Paradies für Pferde (Heartland, Fernsehserie, Regie in 4 Episoden)
- 2008: The L Word – Wenn Frauen Frauen lieben (The L Word, Fernsehserie, Episode 5x02)
- 2008: Confessions of a Porn Addict
- 2008: Stargate Atlantis (Fernsehserie, 2 Episoden)
- 2009: Castle (Fernsehserie, Episode 2x08)
- 2010: Notruf zu Weihnachten (A Heartland Christmas, Fernsehfilm)
- 2010: Bunny Hug (Fernsehserie, 3 Episoden)
- 2011: Dominant Gene
- 2013: Package Deal (Fernsehserie, Episode 1x08)
- 2015: Supernatural (Fernsehserie, Episode 10x15)
- 2016: Palki
- 2016: The Rooftop Christmas Tree (Fernsehfilm)
- 2017: While You Were Dating (Fernsehfilm)
- 2017: A Very Country Christmas (Fernsehfilm)
- 2018: The Good Doctor (Fernsehserie, Episode 1x14)
- 2018: Mi Madre, My Father (Kurzfilm, auch Drehbuch, Regie und Produktion)
- 2018: Deep Space
- 2019: Hudson (Fernsehserie, 4 Episoden, Regie in 3 Episoden)
- 2019–2020: Batwoman (Fernsehserie, 2 Episoden)
- 2020: Sugar Daddy
- 2021: A New Year’s Resolution (Fernsehfilm)
- 2022: The Bad Seed Returns (Fernsehfilm)
- 2022: The Imperfects (Fernsehserie, Episode 1x05)
- 2024: Tracker (Fernsehserie, Episode 1x06)
- 2024: Jingle Bell Love
- 2024: Virgin River (Fernsehserie, Episode 6x06)
- 2025: Sight Unseen (Fernsehserie, Episode 2x05)